# Idioma awngthim
El awngthim es una lengua australiana hablada en el Cabo York de Queensland.

## Nombre
El nombre Awngthim no es un sinónimo de Anguthimri, sin embargo debido a su semejanza a veces han sido confundidos.

## Dialectos
Los dialectos del awngthim son el Ntrwa'ngayth //ntʳwaʔŋajt̪//, Thyanhngayth //t̪jan̪ŋajt̪//, y el Mamngayth /mamŋajt̪/.  -Ngayth es un sufijo común a muchos nombres tribales del área, así que estos son de hecho los dialectos Ntrwa'un, Thyanh, y Mam.

## Fonología

### Fonemas consonánticos
|               | Periférica | Periférica | Laminal | Laminal  | Apical | Glottal |
| Bilabial      | Velar      | Palatal    | Dental  | Alveolar |        | Glottal |
| ------------- | ---------- | ---------- | ------- | -------- | ------ | ------- |
| Plosiva       | p          | k          | c       | t̪        | t      | ʔ       |
| Fricativa     | β          | ɣ          |         | ð        |        |         |
| Nasal         | m          | ŋ          | ɲ       | n̪        | n      |         |
| Lateral       |            |            |         |          | l      |         |
| Post-trillada |            |            | tʳ      |          |        |         |
| Vibrante      |            |            | r       |          |        |         |
| Aproximante   | w          | w          | j       |          | ɹ      |         |

### Fonemas vocálicos
|        | Frente | Central | Atrás |
| ------ | ------ | ------- | ----- |
| Altos  | i      |         | u     |
| Medios | e      | ə       |       |
| Bajos  | a      | a       | a     |